# Oximercurare
Reacția de oximercurare este o reacție chimică organică de adiție electrofilă care conduce la transformarea unei alchene (R2C=CR2) într-un alcool. În cazul oximercurării, alchena reacționează cu acetatul de mercur (AcO-Hg-OAc) în soluție apoasă pentru a induce adiția unei grupări acetoximercur (-HgOAc) și a unei grupări hidroxil (-OH) la nivelul dublei legături. În acest proces nu se formează carbocationi și, prin urmare, nu au loc procese intermediare de transpoziție. Reacția respectă regula lui Markovnikov (grupa hidroxil se va adiționa întotdeauna la carbonul mai substituit) și este un exemplu de anti-adiție (cele două grupe vor fi în conformație trans unul față de celălalt).
Oximercurarea urmată de demercurare reductivă se numește reacție de oximercurare-reducere sau reacție de oximercurare-demercurare. Această reacție se face aproape întotdeauna în practică în locul oximercurării.

## Mecanism de reacție
Oximercurarea poate fi descrisă complet în trei etape:
1. legătura dubla nucleofilă atacă ionul de mercur, expulzând o grupare acetoxi;
2. molecula de apă nucleofilă atacă carbonul mai substituit;
3. ionul acetoxi încărcat negativ, care a fost expulzat în prima etapă, atacă un hidrogen din restul hidroniu, formând produsul secundar HOAc.